# Guillermo Alejandro Suárez
Guillermo Suárez (Lincoln, 9 de junio de 1985) es un futbolista argentino. Juega como delantero.

## Trayectoria
Hizo las inferiores y debutó en el Club Rivadavia de Lincoln desde el 2003 hasta el año 2007. En el 2007 pasó a ser jugador del Club Atlético Tigre, en el que hizo la mejor campaña en su carrera, saliendo subcampeón de la Primera División de Argentina. 
Volvió a Tigre a principios de 2009, ya que había sido cedido al Dinamo Zagreb, por seis meses. El 2010 partió al Inter Zaprešić. En 2011 fichó por el Club Deportivo O'Higgins de la Primera División de Chile, donde se convirtió en figura y titular indiscutido, conformando una gran delantera junto al chileno Juan Gonzalo Lorca y a su compatriota Enzo Gutiérrez. En 2012, con la llegada del nuevo DT Eduardo Berizzo perdió la titularidad. En total disputó 40 partidos y anotó 7 goles en el equipo chileno. En julio de 2012 fue fichado por el Club Atlético San Martín (San Juan) de la Primera División de Argentina, donde disputó solo tres de los encuentros que su equipo jugó en el Torneo Inicial, sin marcar ningún tanto.
Volvió a O'Higgins, aunque eligió tomar otros rumbos debido a que buscaba mayor continuidad. A mediados de 2013 tuvo la oportunidad de vestir la camiseta del club que lo vio nacer, Rivadavia de Lincoln, donde tan solo disputa dos partidos. A principio de 2014 fichó para el Club de Deportes Cobresal, en busca de retomar el nivel que había tenido en el fútbol de Chile. Luego de seis meses, decidió volver a Argentina para jugar en el Club Deportivo Morón, de la Primera B, tercera categoría del fútbol argentino, donde disputó diez encuentros adquiriendo mayor continuidad que la que venía teniendo.
En enero de 2015 quedó en condición de jugador libre. En 2017 se retiró de la práctica activa de fútbol aunque sigue vinculado al club Rivadavia de Lincoln desde otras funciones y se dedicó a la actividad comercial privada. En 2021-22, volvió a la práctica.

## Clubes
| Club                 | País      | Año       | Partidos | Goles |
| -------------------- | --------- | --------- | -------- | ----- |
| Rivadavia de Lincoln | Argentina | 2003-2007 | 72       | 15    |
| Tigre                | Argentina | 2007-2008 | 25       | 3     |
| Dinamo Zagreb        | Croacia   | 2008      | 18       | 3     |
| Tigre                | Argentina | 2009      | 21       | 0     |
| Inter Zaprešić       | Croacia   | 2010      | 16       | 0     |
| O'Higgins            | Chile     | 2011-2012 | 40       | 7     |
| San Martín (SJ)      | Argentina | 2012      | 3        | 0     |
| O'Higgins            | Chile     | 2013      | 5        | -     |
| Rivadavia de Lincoln | Argentina | 2013      | 2        | 0     |
| Cobresal             | Chile     | 2014      | 10       | 2     |
| Deportivo Morón      | Argentina | 2014      | 10       | 0     |
| Coquimbo Unido       | Chile     | 2015-2016 | 14       | 4     |
| Douglas Haig         | Argentina | 2016-2017 | 0        | 0     |
| Rivadavia de Lincoln | Argentina | 2021-2022 | -        | -     |